# Anthony Bourdain: Parts Unknown
Anthony Bourdain: Parts Unknown é um programa de variedade de viagens e culinária americano que estreou em 14 de abril de 2013 na CNN. No programa, Anthony Bourdain viaja o mundo descobrindo lugares menos conhecidos e explorando suas culturas e culinária. A série ganhou doze Primetime Emmy Awards de 31 nomeações, bem como um Peabody Award em 2013. A série digital Explore Parts Unknown, uma parceria editorial com Roads & Kingdoms, ganhou o prêmio Primetime Emmy de Melhor Série de Não Ficção Curta ou Reality. Parts Unknown foi ao ar a última coleção de episódios na CNN no outono de 2018. O final da série, intitulado "Lower East Side" — trazendo o ciclo completo do diário de viagem culinária de Bourdain de volta à cidade natal de Bourdain, Nova York — foi ao ar em 11 de novembro de 2018.
Bourdain estava trabalhando em um episódio do programa centrado em Estrasburgo, França, no momento de sua morte, em 8 de junho de 2018.